# Punta Balcón
Punta Balcón (spanisch) ist der südliche Ausläufer der Omegainsel in der Gruppe der Melchior-Inseln im Palmer-Archipel westlich der Antarktischen Halbinsel.
Argentinische Wissenschaftler benannten sie. Der weitere Benennungshintergrund ist nicht hinterlegt.